# St. Jakobus (Schönbrunn)

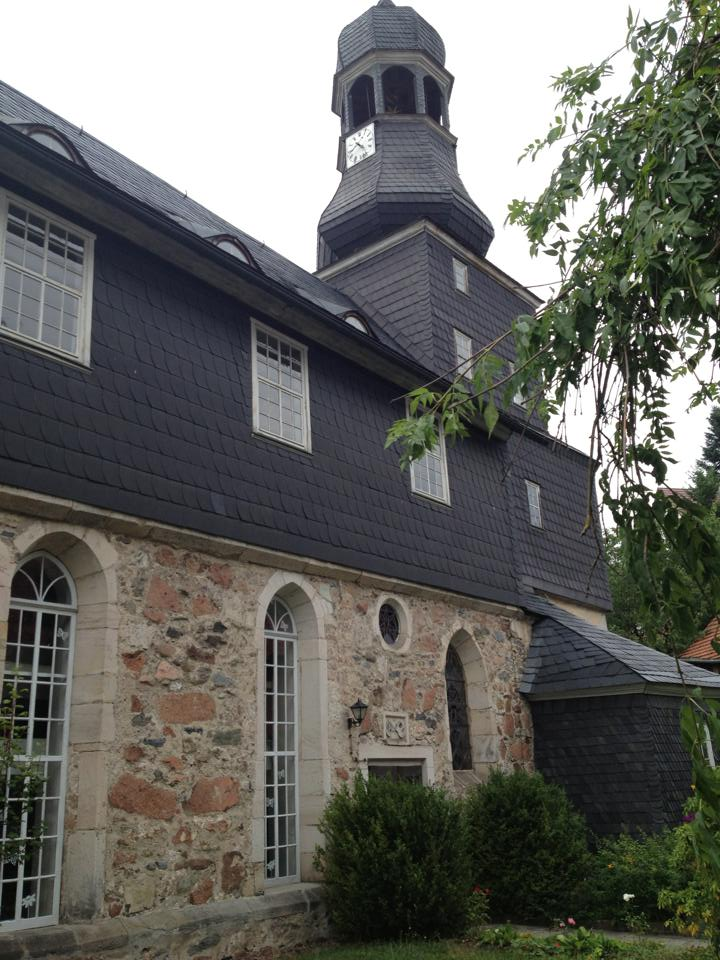
St. Jakobus

Die denkmalgeschützte evangelisch-lutherische Dorfkirche St. Jakobus  steht im Ortsteil Schönbrunn der Gemeinde Schleusegrund im Landkreis Hildburghausen in Thüringen.
An zentraler Stelle stand schon Mitte des 15. Jahrhunderts im Ort eine Kapelle. Sie wurde um 1490 zu der jetzigen Kirche erweitert.
Der Altar und das darauf befindliche Kruzifix sowie der Taufstein stammen aus dem 20. Jahrhundert.
Die Orgel aus dem Jahr 1785 wurde von der Werkstatt Wagner gefertigt. 1880 wurde sie durch den Orgelbauer Michael Schmidt aus Schmiedefeld umgebaut,  1955 erneut durch die Firma Böhm rebarockisiert. Eine umfassende Restaurierung nahm in den Jahren 2000 bis 2003 die Firma Rösel & Hercher vor.